# يو إف سي 75
يو إف سي 75: بطل ضد بطل (بالإنجليزية: UFC 75: Champion vs. Champion)‏ هو حدث لفنون القتال المختلطة نظمته يو إف سي، أُقيم في 8 سبتمبر 2007، على ذا أوه2 أرينا في لندن، المملكة المتحدة.